# Vieux-Port (Marseille)

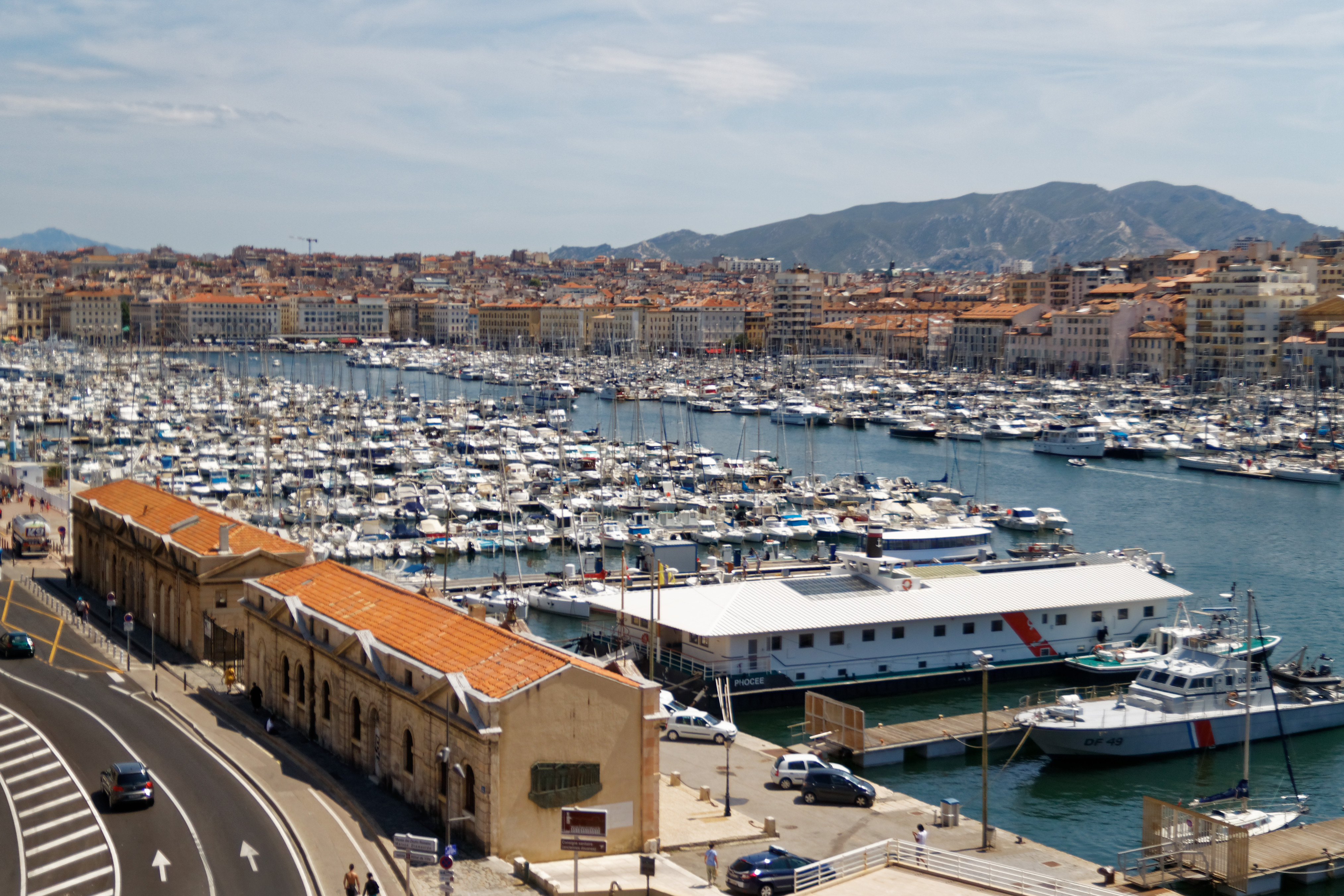
Oude haven vanaf Fort Saint-Jean gezien

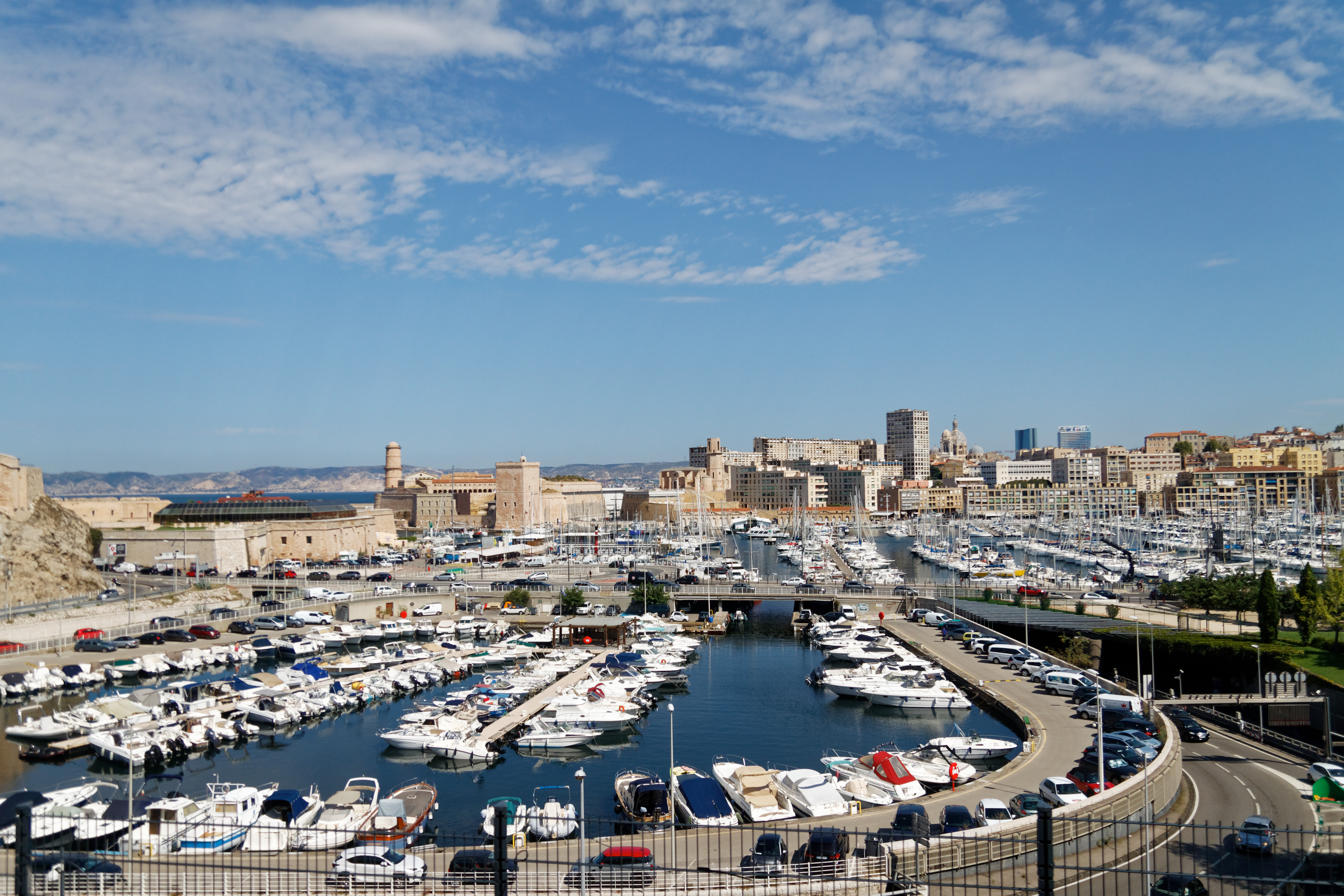
Oude haven vanaf Saint-Victorgezien

De  Vieux-Port (Oude Haven) van Marseille is een eeuwenoude natuurlijke haven.
Tussen de 15e en 17e eeuw werden de kades aangelegd onder bewind van koning Lodewijk XII en koning Lodewijk XIII. Ook werd een bouwplaats voor galeien aangelegd: het Arsenaal. Onder koning Lodewijk XIV werden Fort Saint-Jean en Fort Saint-Nicolas gebouwd bij de ingang van de haven.
In de Tweede Wereldoorlog tijdens de Slag om Marseille in 1943 werd de haven vrijwel geheel vernietigd. In 1948 werd onder leiding van Fernand Pouillon de heropbouw van de haven vormgegeven. Heden ten dage is de Vieux-Port een toeristische attractie, mede door de aanwezigheid van de vele horeca langs de haven en in de directe nabijheid.
De autosnelweg A50 gaat door middel van de tunnel Saint-Laurent onder de haveningang door.
In 2013 werd Marseille culturele hoofdstad van Europa. De Vieux-Port kreeg een grondige metamorfose. De drukke stadsader van autoverkeer werd heringericht. De dubbele rijstroken werden herleid tot een enkele rijstrook voor bussen en plaatselijk verkeer. De vrijgekomen ruimte werd omgevormd tot wandelzone.

## Bezienswaardig rondom de haven
- Abdij Saint-Victor, aan de zuidzijde.
- Fort Saint-Jean, aan de noordzijde
- Fort Saint-Nicolas, aan de zuidzijde
- Phare de Sainte Marie, een vuurtoren ten noorden van de haven
- Canebière, gelegen aan de Quai des Belges.
- Hôtel de Ville
- de historische veerboot met pendeldienst tussen de twee zijden van de haven.
- Romeins dok museum
- Théâtre National de la Criée
- Voormalige capitainerie van het Arsenaal, nu een hotel.
- Voor de kust: Torentje van Canoubier en de vuurtoren van Sourdaras.